# Acromia guptai
Acromia guptai là một loài tò vò trong họ Ichneumonidae.